# Daly River (ville)

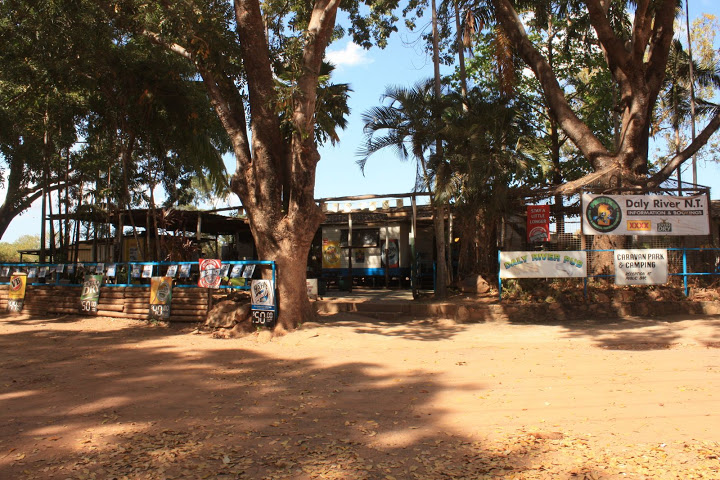

Daly River est une ville du Territoire du Nord situé en Australie comptant 127 habitants (2016).
Elle est traversée par la rivière Daly River.

## Démographie
En 2016, 40 % de la population de Daly River est aborigène.